# Crestells de Colieto
Els Crestells de Colieto són petites muntanyes que es troben en el terme municipal de la Vall de Boí, a la comarca de l'Alta Ribagorça, i dins del Parc Nacional d'Aigüestortes i Estany de Sant Maurici.

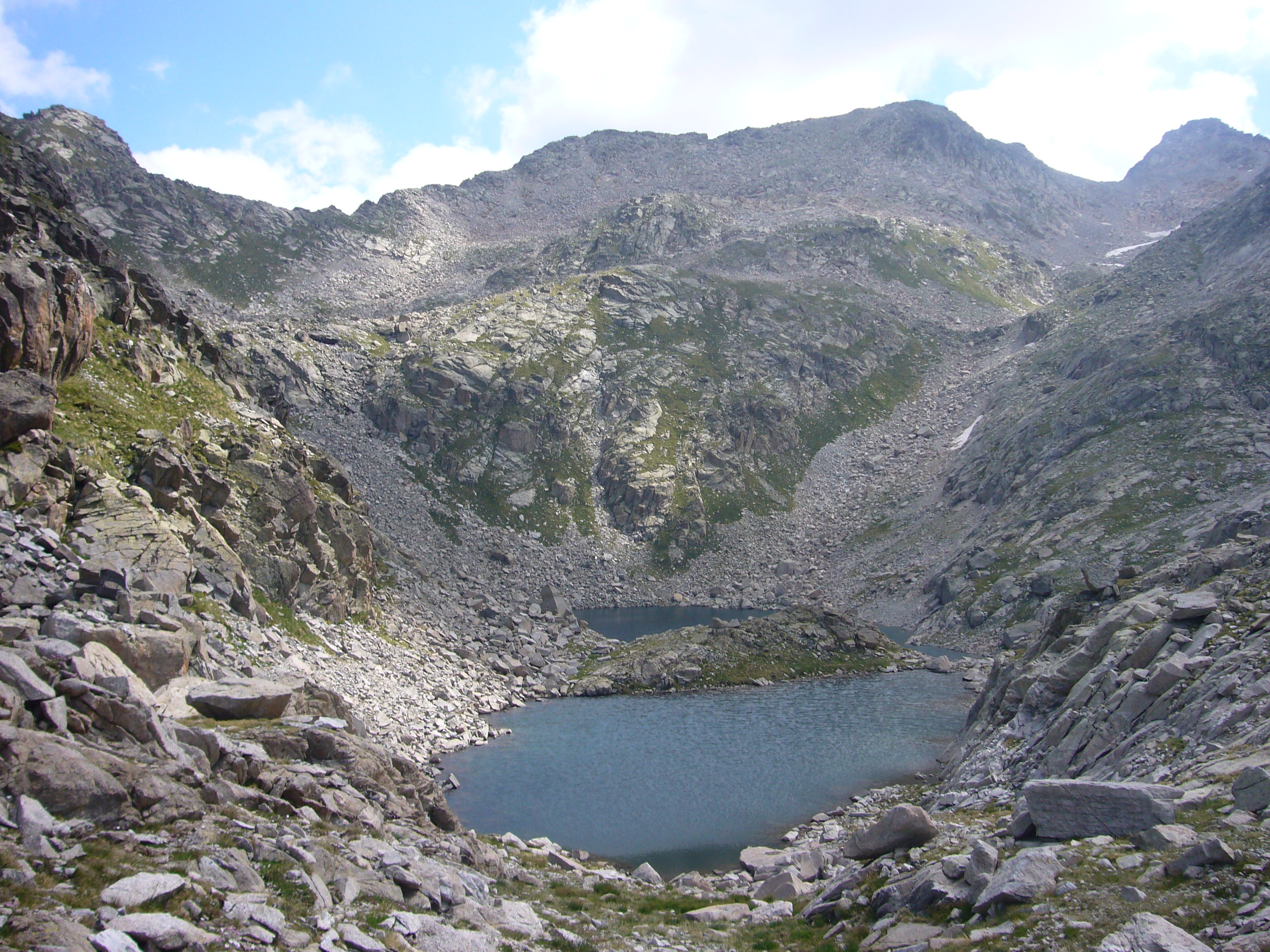
Crestells de Colieto, vistos des del Circ de Comalesbienes.

Els crestells, de 2.967,1 el més alt, s'alcen a la carena que, separant la Vall de Colieto al nord-est i la Vall de Comalesbienes al sud-oest, uneix el Coll de Colieto a llevant i el Coll de Comalesbienes a ponent.